# Rudolf Eisenmenger
Rudolf Hermann Eisenmenger (n. 7 august 1902, Simeria, România – d. 3 noiembrie 1994, Viena, Austria) a fost un artist plastic austriac, care a lucrat preponderent ca pictor de șevalet, dar și ca pictor muralist. Originar din Simeria, s-a mutat în tinerețe la Viena, unde a locuit (cu intermitențe) până la moarte.

## Biografie

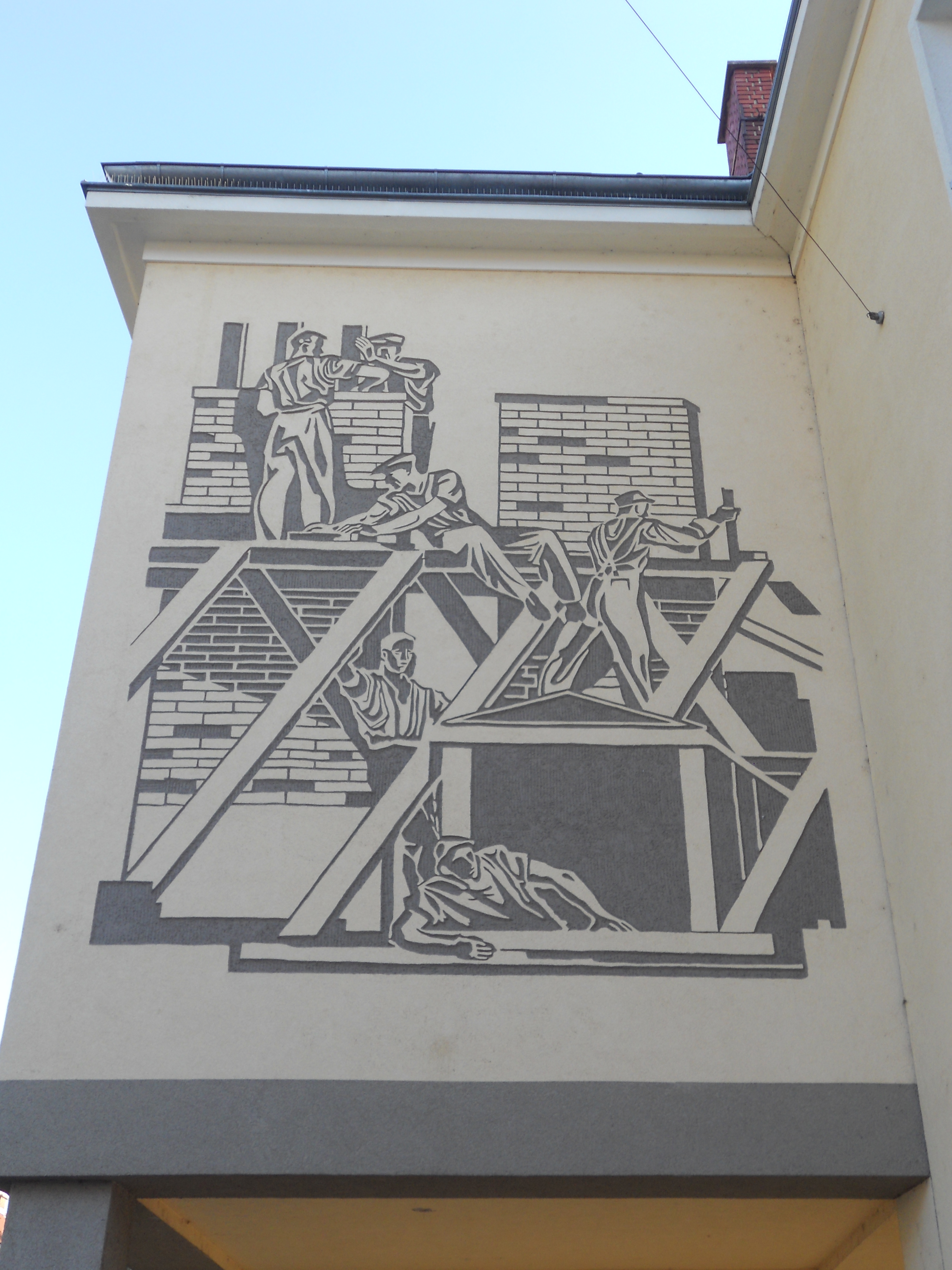
Exemplu de pictură murală a lui Rudolf Hermann Eisenmenger, aflată în Viena, la adresa Wohnhausanlage Justgasse 6–14; denumirea picturii este Glückliche Menschen in neuen Häusern (în română, Oameni fericiți în case noi)

Pictorul și profesorul Eisenmenger făcea parte din germanii numiți șvabii dunăreni din Transilvania. S-a născut în Simeria (numită și Piskitelep), care până în 1918 a fost parte a Austro-Ungariei, după care a revenit României. Între 1918 și 1921 a avut cetățenie română, iar după emigrarea în Austria a avut cetățenie austriacă (din 1922) și apoi și cetățenie germană, după 1938.
În anul 1936 a câștigat o medalie de argint în competițiile artistice ale Jocurilor Olimpice din 1936 de la Berlin pentru lucrarea "Läufer vor dem Ziel" ("Alergători pe linia de sosire").
Rudolf Eisenmenger este, de asemenea, cunoscut pentru pictura murală „Întoarcerea acasă a Austriei”, care indică, în totală obediență față de propaganda nazistă (după celebra anexare a Austriei din 12 martie 1938, cunoscută în istorie ca Anschluß Österreichs sau doar Anschluß), glorioasa întoarcere a Austriei la Imperiu German al celui de-al Treilea Reich. 
„Glorioasa” pictura murală este, în același timp, și o pictură monumentală, întrucât cele două părți ale sale au ambele șapte metri lățime. A fost expusă publicului german în 1941, la München, la Marea expoziție de artă germană (în germană, Große Deutsche Kunstausstellung sau GDK), care glorifica nazismul cum doar societățle totalitare o fac.
Mult mai târziu, în 1955, după o decizie extrem de controversată, aceluiași Eisenmenger i s-a conferit dreptul să împodobească masiva cortină a Wiener Statsoper cu o pictură monumentală.
Este înmormântat la cimitirul de  Kalksburger Friedhof din Viena.

## Decorații și premii
- 1957 - en  Crucea de onoare a Austriei pentru Știință și Artă, clasa 1
- 1973 - en  Marea medalie de argint pentru servicii aduse Republicii Austria